# Donji Petrovci
Donji Petrovci (en serbe cyrillique : Доњи Петровци) est un village de Serbie situé dans la province autonome de Voïvodine. Il fait partie de la municipalité de Ruma dans le district de Syrmie (Srem). Au recensement de 2011, il comptait 924 habitants.
Donji Petrovci est une communauté locale, c'est-à-dire une subdivision administrative, de la municipalité de Ruma.

## Géographie

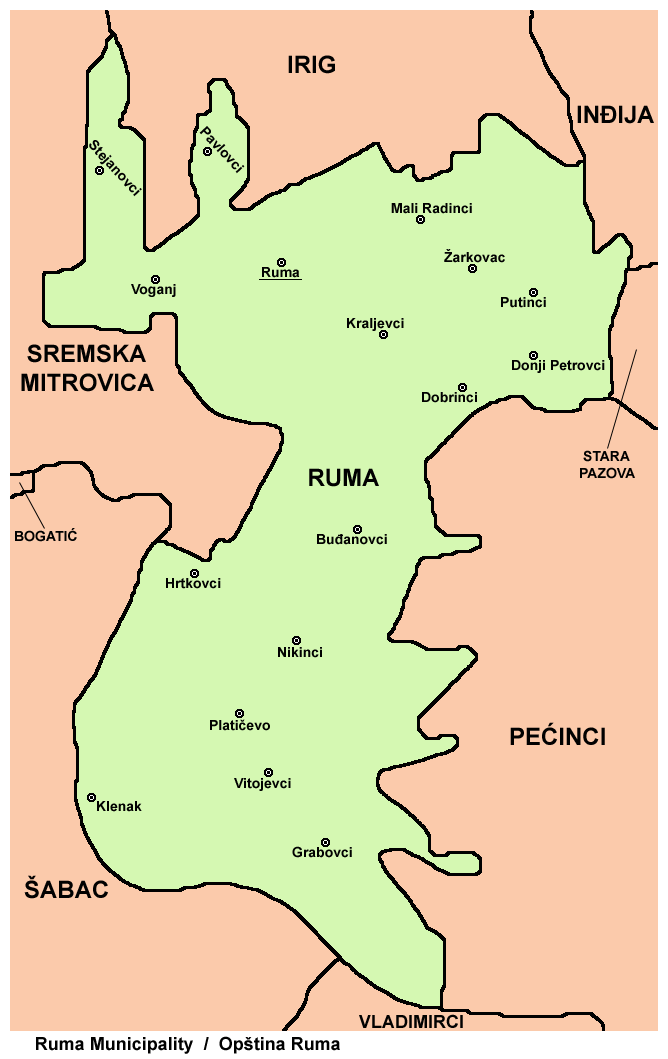
Localisation de Donji Petrovci dans la municipalité de Ruma

Donji Petrovci se trouve dans la région de Syrmie, sur les bords de la Jarčina, un affluent de la Save. L'étang de Basiana, qui s'étend sur 260 m2 et qui atteint une profondeur de 1,5 m, est propice à la pêche de la carpe.

## Histoire

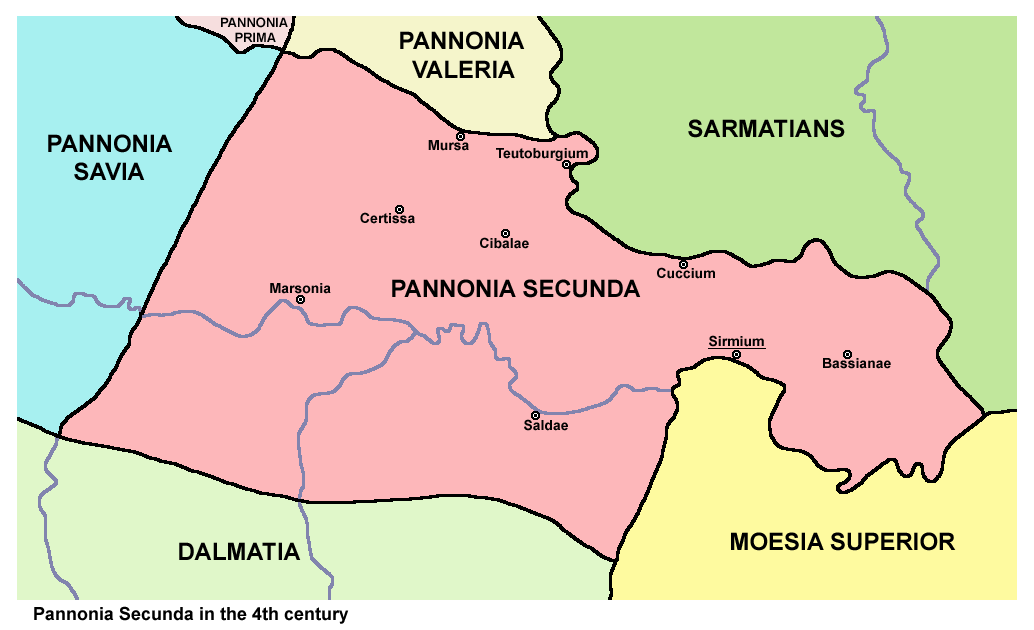
Carte de la province de Pannonia Secunda province, avec Bassianae

Sous l'Empire romain, la ville de Bassianae, située sur le territoire de Donji Petrovci à la hauteur du hameau de Grad, était la plus grande ville romaine de Syrmie après Sirmium ; fondée au Ier siècle en tant que civitas autonome, elle obtint le statut de municipium en 124 ; son activité est attestée jusqu'au VIe siècle. À l'origine, la ville fit partie de la province de Pannonie puis, après la division de cette province, elle fut rattachée à la Pannonie inférieure (IIe siècle) et à la Pannonie seconde (IIIe siècle). Bassianae fut détruite lors des invasions barbares des Ve et VIe siècles. Les vestiges de Bassianae sont aujourd'hui inscrits sur la liste des sites archéologiques d'importance exceptionnelle de la République de Serbie.
L'actuel village de Donji Petrovci est mentionné pour la première fois sous ce nom en 1520, en tant que village faisant partie du royaume de Hongrie. À partir de 1526, il fut intégré à l'Empire ottoman ; entre 1527 et 1530, il fit partie du duché de Syrmie de Radoslav Čelnik, un vassal des Turcs, et il fut inclus dans le sandjak de Syrmie, une subdivision du pachalik de Budin. 
À la suite du traité de Passarowitz signé en 1718, Donji Petrovci entra dans les possessions des Habsbourgs et fut rattaché à la Frontière militaire, une zone tampon destinée à protéger l'Autriche de l'Empire ottoman ; il fit alors partie royaume de Slavonie ; le village fut placé sous administration civile en 1745 et inclus dans le comitat de Syrmie nouvellement formé. Ce comitat fut intégré au royaume de Croatie, au sein du royaume de Hongrie. En 1828, il était principalement peuplé de Chrétiens orthodoxes. En 1848 et 1849, au moment du Printemps des peuples, le village fit partie de la Voïvodine de Serbie, une province autonome au sein de l'empire d'Autriche et, de 1849 à 1860, il fit partie du voïvodat de Serbie et du Banat de Tamiš. Après l'abolition du voïvodat en 1860, le village fit à nouveau partie du comitat de Syrmie. En 1868, le royaume de Slavonie fut réuni au royaume de Croatie pour former le royaume de Croatie-Slavonie, qui fut intégré au royaume de Hongrie au sein de l'Autriche-Hongrie. En 1910, le village était habité par une majorité de Serbes et il abritait une minorité hongroise.
Après la dislocation de l'Autriche-Hongrie en 1918, Dobrinci fut rattaché au royaume des Serbes, Croates et Slovènes qui, en 1929, devint le royaume de Yougoslavie ; de 1929 à 1941, le village fit partie de la Banovine du Danube. Pendant la Seconde Guerre mondiale, de 1941 à 1944, il fut occupé par les puissances de l'Axe et intégré à l'État indépendant de Croatie d'Ante Pavelić, dominé par les Oustachis. Après 1944, le village, libéré, fit partie de la république socialiste de Serbie, au sein de la république fédérative de Yougoslavie.

## Démographie

### Évolution historique de la population
| 1948 | 1953 | 1961  | 1971 | 1981 | 1991 | 2002 | 2011 |
| ---- | ---- | ----- | ---- | ---- | ---- | ---- | ---- |
| 858  | 945  | 1 015 | 944  | 842  | 843  | 991  | 924  |

|  |

### Données de 2002
Pyramide des âges (2002)
En 2002, l'âge moyen de la population était de 39,4 ans pour les hommes et 42,8 ans pour les femmes.
Répartition de la population par nationalités (2002)
En 2002, les Serbes représentaient 91 % de la population ; le village abritait notamment une minorité rom (5,5 %).

### Données de 2011
En 2011, l'âge moyen de la population était de 42,5 ans, 40,5 ans pour les hommes et 44,6 ans pour les femmes.

## Vie locale
Donji Petrovci abrite une école élémentaire et un centre médical. Le village possède un club de football, le FK Donji Petrovci, et une société de chasse appelée Fazan.

## Tourisme
L'église Saint-Nicolas de Donji Petrovci remonte à la première moitié du XIXe siècle. Le village conserve aussi un moulin qui date du début du XIXe siècle. Ces deux bâtiments sont inscrits sur la liste des monuments culturels de grande importance de la République de Serbie.